# Nápoly villamosvonal-hálózata
Nápoly villamoshálózata (olaszul: Rete tranviaria di Napoli) az olaszországi Nápoly városában található, jelenleg mindössze három vonalból álló villamosüzem. A hálózat 1445 mm-es nyomtávolságú, összesen 11,8 km hosszúságú. A villamosüzemet 22 modern alacsonypadlós AnsaldoBreda Sirio és 30 CT139K Peter Witt villamoskocsi szolgálja ki.

## Története
Nápolyban az első villamos 1875-ben indult meg, akkor még lóvontatással.
1929-ben Nápoly a különböző társaságok villamosvonalait összevonta az 1918-ban alapított Azienda Tranviaria Comunale Napoli (ACTN) társaságba.
1930 decemberében a hálózat irányítását Nápoly az Ente Autonomo Volturno (EAV) társaságra bízta, mely a helyi villamosenergia-termelő is volt egyben. 1937-ben az EAV lett a koncesszióvezetője a szolgáltatásnak, de különböző nehézségek miatt 1941. január 1-jétől a városi tanács folytatta a közvetlen irányítást a koncesszióvezető kérésére.
1947-ben létrejött az Azienda Tranvie Autofilovie Napoli (ATAN), hogy átvegye a villamosszolgáltatás irányítását. Ugyanúgy, mint más olasz városokban, a villamos-hálózat drámaian összezsugorodott 1952 és 1954 között, a villamos szerepét a trolibuszok és az autóbuszok vették át.
A huszadik század végén megpróbálták újjáéleszteni a hálózat maradékát, például az 1990-es FIFA-világbajnokságra tervezett Linea Tranviaria Rapida segítségével, de ennek semmilyen eredménye nem lett, ehelyett a hálózat mérete tovább csökkent (1998: Piazzale Tecchio-Bagnoli, 2000: Piazza Vittoria-Piazzale Tecchio). A 2000-es évek elején új villamoskocsik érkeztek a hálózatra az olasz AnsaldoBreda-tól.
Napjainkra mindössze három vonalon maradt meg a szolgáltatás: az 1-esen, a 2-esen és a 4-esen.
A jövőben szeretné a város a villamosüzemet fejleszteni. A fejlesztési program magában foglalja az infrastruktúra rekonstrukcióját és a villamosflotta felújítását is.

## Üzemeltetők
- SATN (1876-1927)
- TC (1899-1929)
- ATCN (1919-1930)
- EAV (1931-1940)
- AACN (1941-1947)
- ATAN (1947-1995)

## Járművek
- 22 AnsaldoBreda Sirio
- 30 CT139K Peter Witt

## Galéria

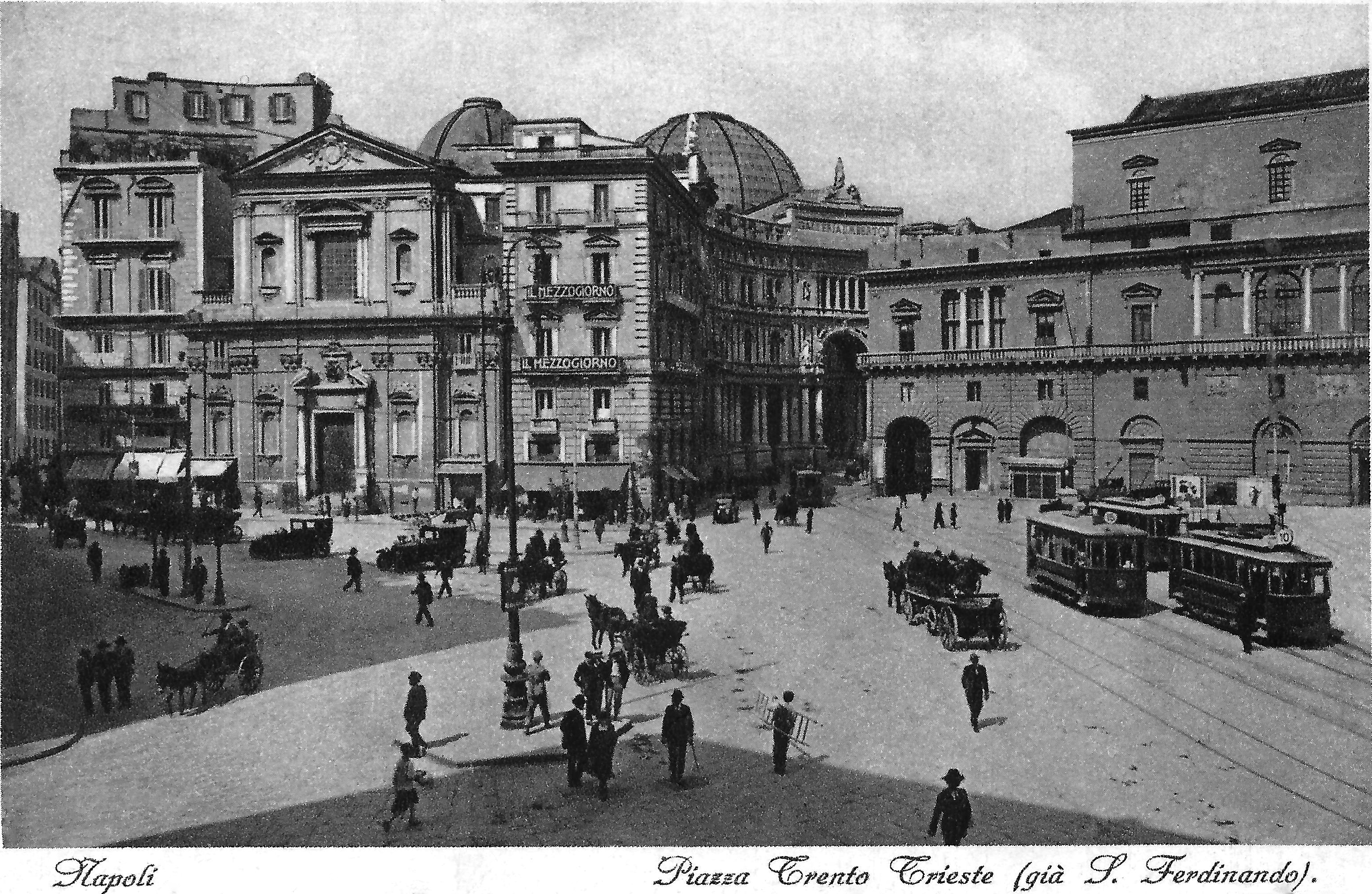
Villamosok Nápolyban az 1920-as években
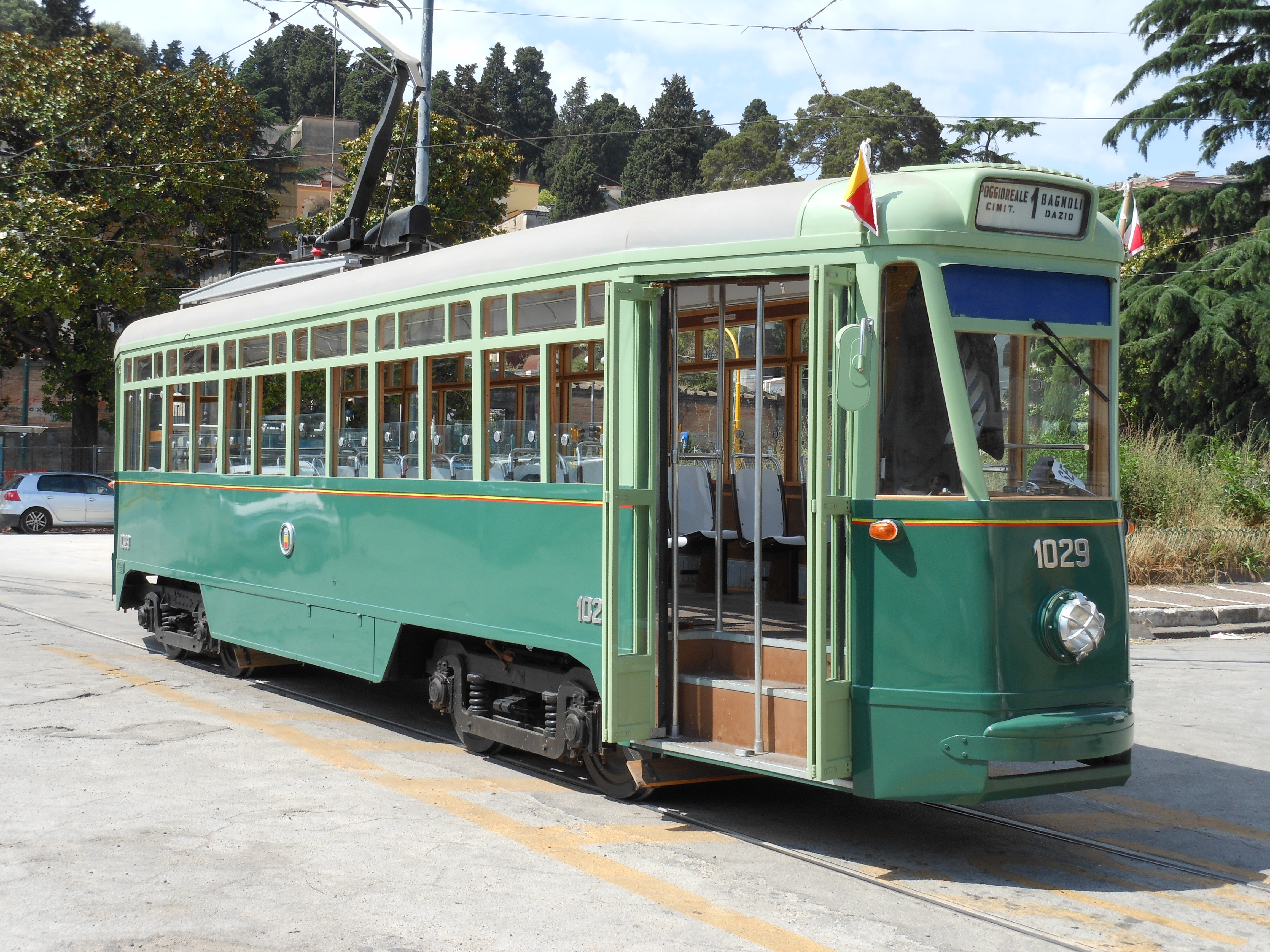
1925-ben gyártott, eredeti formájában felújított villamoskocsi
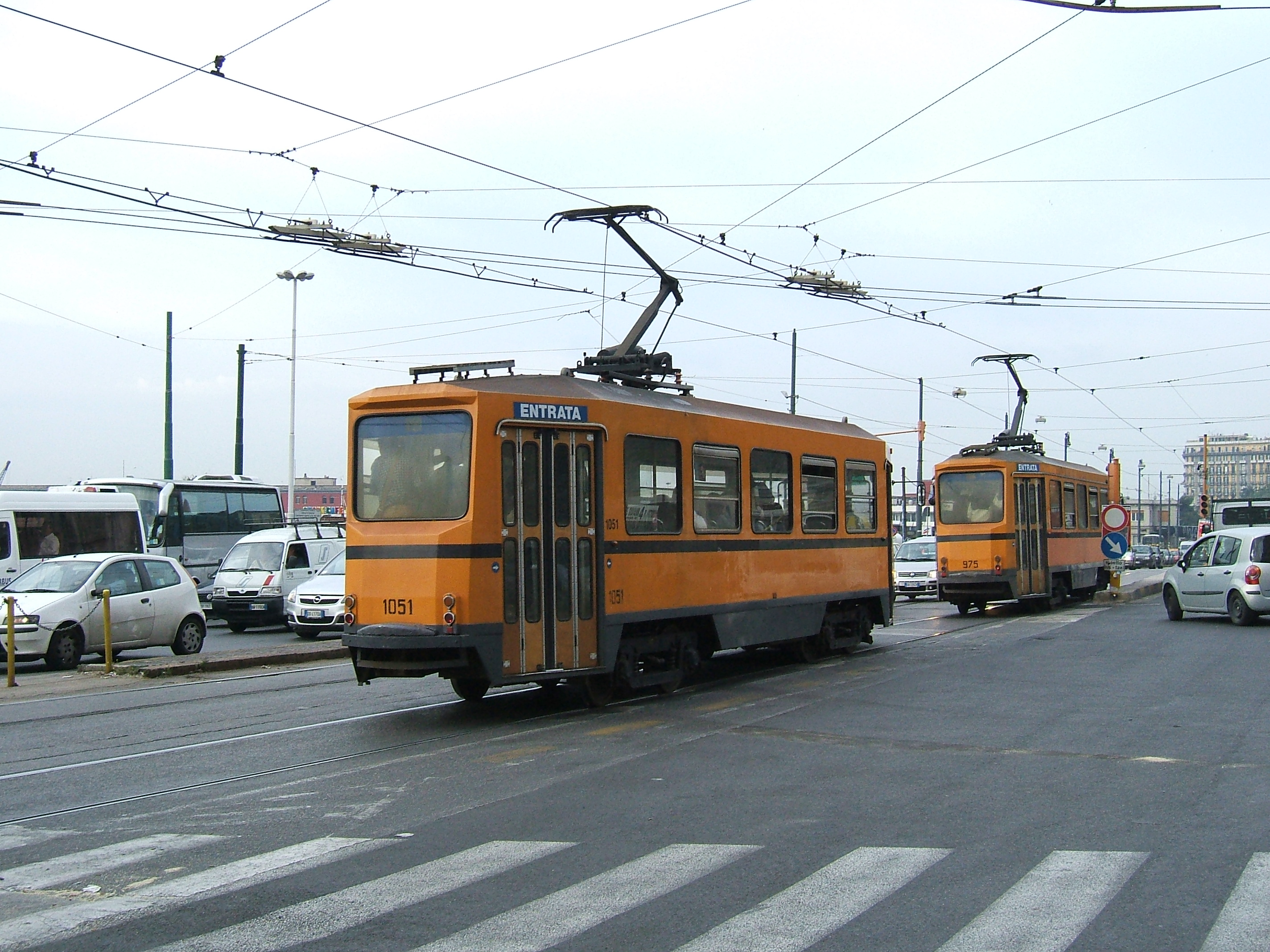
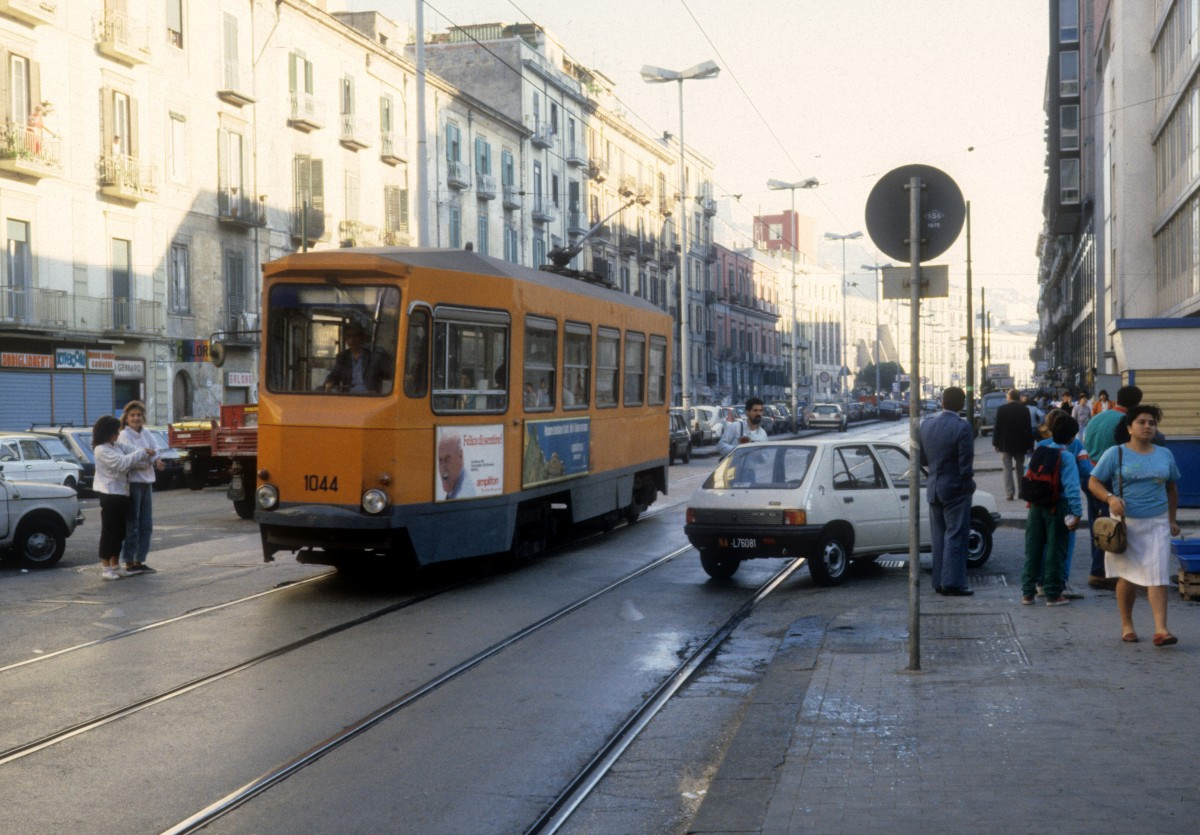
Villamos 1986 októberéből
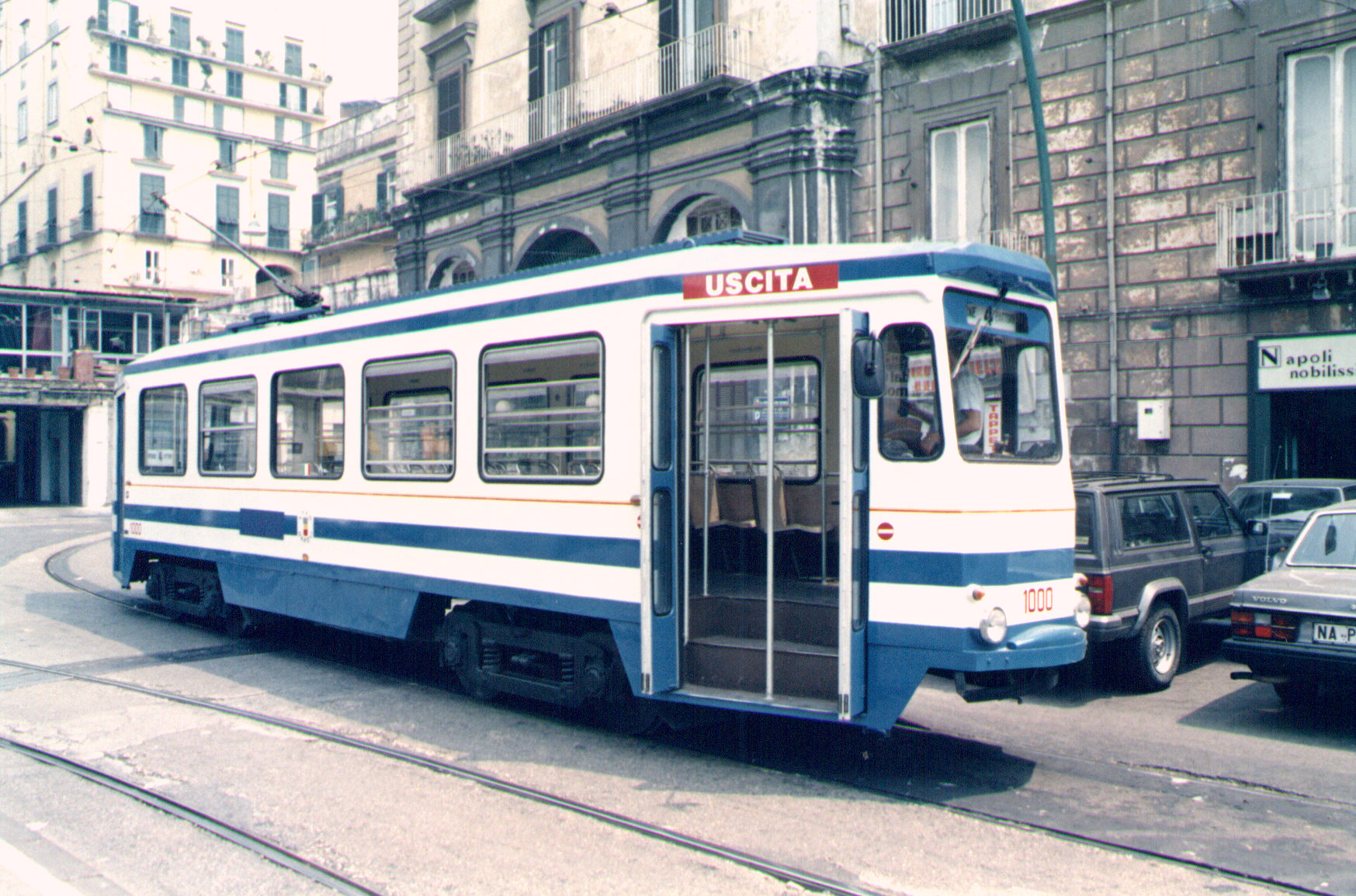

## Kapcsolódó szócikk
- Olaszország villamosvonal-hálózatai